# Rebecca Gibney
Rebecca Catherine Gibney (Levin, 14 dicembre 1964) è un'attrice neozelandese.

## Biografia
Rebecca Gibney è salita alla ribalta con il suo ruolo in Zoo Family. È poi apparsa in Dottori con le ali, Come in Spinner e All Together Now. Dal 1994 al 2002 è stata protagonista di Halifax; ha ripreso tale ruolo nel 2020, in Halifax: Retribution. È comparsa in due miniserie adattate dai romanzi di Stephen King: Salem's Lot e Incubi e deliri. Nel 2007 ha avuto un piccolo ruolo in Il matrimonio è un affare di famiglia. Dal 2008 al 2013 è stata protagonista di Packed to the Rafters.

## Vita privata
Gibney è stata sposata due volte: nel 1992 con Irwin Thomas e dal 2001 con Richard Bell, dal quale ha avuto un figlio nel 2004.

## Filmografia

### Cinema
- Among the Cinders, regia di Rolf Hädrich (1984)
- Mr. Wrong, regia di Gaylene Preston (1984)
- Jigsaw, regia di Marc Gracie (1990)
- Lucky Break, regia di Ben Lewin (1994)
- Profile of a Serial Killer, regia di Steve Jodrell (1997)
- Joey, regia di Ian Barry (1997)
- Il matrimonio è un affare di famiglia (Clubland), regia di Cherie Nowlan (2007)
- The Map Reader, regia di Harold Brodie (2008)
- In Her Skin, regia di Simone North (2009)
- Mental, regia di P. J. Hogan (2012)
- The Dressmaker - Il diavolo è tornato (The Dressmaker), regia di Jocelyn Moorhouse (2015)
- Lowdown Dirty Criminals, regia di Paul Murphy (2020)

### Televisione
- Sea Urchins - film TV (1980)
- Zoo Family - serie TV, 26 episodi (1985)
- I Live with Me Dad - film TV (1985)
- The Great Bookie Robbery – miniserie TV (1986)
- Dottori con le ali (The Flying Doctors) – serie TV, 107 episodi (1986-1991)
- Come in Spinner – miniserie TV, 4 episodi (1990)
- Acropolis Now - serie TV, episodio 2x01 (1990)
- Ring of Scorpio – film TV (1991)
- All Together Now – serie TV, 86 episodi (1991-1993)
- Snowy – serie TV, 13 episodi (1993)
- Time Trax - serie TV, episodio 2x08 (1994)
- Halifax (Halifax f.p.) - serie TV, 21 episodi (1994-2002)
- G. P. - serie TV, episodio 7x11 (1995)
- Kangaroo Palace - film TV (1997)
- The Day of the Roses - miniserie TV, 2 episodi (1998)
- 13 Gantry Row - film TV, (1998)
- Sabrina nell'isola delle sirene (Sabrina Down Under) - film TV (1999)
- The Lost World - serie TV, episodio 1x05 (1999)
- Die Millennium-Katastrophe - Computer-Crash 2000 - film TV (1999)
- Finding Hope - film TV (2001)
- Farscape - serie TV, episodio 3x07 (2001)
- Ihaka: Blunt Instrument - film TV (2001)
- Stingers - serie TV, 13 episodi (2002-2003)
- Sensing Murder: Easy Street - film TV (2003)
- Small Claims - film TV (2004)
- Salem's Lot - miniserie TV, 2 episodi (2004)
- Small Claims: White Wedding - film TV (2005)
- Small Claims: The Reunion - film TV (2006)
- Incubi e deliri (Nightmares & Dreamscapes: From the Stories of Stephen King) - miniserie TV, episodio 1x04 (2006)
- Tripping Over - miniserie TV, 6 episodi (2006)
- Packed to the Rafters - serie TV, 122 episodi (2008-2013)
- Wicked Love: The Maria Korp Story - film TV (2010)
- The Killing Field - film TV (2014)
- Winter - serie TV, 6 episodi (2015)
- Peter Allen: Not the Boy Next Door - miniserie TV, 2 episodi (2015)
- Wanted - serie TV, 18 episodi (2016-2018)
- Halifax: Retribution - serie TV, 7 episodi (2020)